# Marit Synnøve Berg
Marit Synnøve Berg, född 1964, är en norsk skådespelare.
Berg studerade vid Statens Teaterhøgskole 1986–1989, och har efter studierna varit engagerad vid Teatret Vårt (1989–1992), Teater Ibsen (1992–1994), Riksteatret (1994–1997 och 1998–2000) samt vid Rogaland Teater (1997). Hon har blivit mest känd för sin roll som Marianne Halvorsen i TV-serien Hotel Cæsar.

## Filmografi
- 2000 – Ballen i øyet
- 2004 – Hotel Cæsar (TV-serie)
- 2010 – Nokas